# آدولف دام-پیترسن
آدولف دام-پیترسن (نروژی: Adolf Dahm-Petersen؛ ‏ ۲ ژانویهٔ ۱۸۵۶ – ۲۹ ژانویهٔ ۱۹۲۲) موسیقی‌دان، نوازنده پیانو، متخصص و مربی صدا و استاد خوانندگی اهل نروژ بود.
وی دانش‌آموختهٔ آکادمی نظامی نروژ، دانشگاه فنی آخن و مؤسسه فناوری کارلسروهه بود و تئوری موسیقی را از یوهان اسوندسن آموخت.
او بعدها مربی صدا و استاد آواز و خوانندگی کالج ایتاکا و دانشگاه کرنل شد.